# Martin Kaltschmitt
Martin Kaltschmitt (Heidelberg, 1961) è un ingegnere tedesco.

## Biografia
È professore per ingegneria ambientale e economia energetica alla Università tecnica di Amburgo, Germania. Kaltschmitt è autore di alcuni libri sulle energie rinnovabili, in particolare è noto per il libro di testo Erneuerbare Energien. Systemtechnik, Wirtschaftlichkeit, Umweltaspekte, edito in quinta edizione nel 2013.

## Opere
- Martin Kaltschmitt, Lieselotte Schebek (eds.), Umweltbewertung für Ingenieure. Methoden und Verfahren. Springer 2015, ISBN 978-3-642-36989-6.
- Martin Kaltschmitt, Wolfgang Streicher, Andreas Wiese (eds.): Erneuerbare Energien. Systemtechnik, Wirtschaftlichkeit, Umweltaspekte, 5. edizione, Springer 2013, ISBN 978-3-642-03248-6.
- Martin Kaltschmitt, Hans Hartmann, Hermann Hofbauer (eds.): Energie aus Biomasse. Grundlagen, Techniken und Verfahren, 2. edizione, Springer 2009, ISBN 978-3-540-85094-6.
- Martin Kaltschmidt, Wolfgang Streicher (eds.), Regenerative Energien in Österreich. Grundlagen, Systemtechnik, Umweltaspekte, Kostenanalysen, Potentiale, Nutzung, Vieweg+Teubner 2009, ISBN 978-3-8348-0839-4.
- Martin Kaltschmitt, Wolfgang Streicher, Andreas Wiese (eds.): Renewable energy. Technology, economics and environment, Springer, Berlin/Heidelberg 2007, ISBN 978-3-540-70947-3.
- Martin Kaltschmitt, Joachim Fischer, Ulrich Langnickel (eds.): Bioenergietrager in Kraft-Warme-Kopplungsanlagen, Berlin 2002, ISBN 3-503-07008-7.
- Martin Kaltschmitt, Ernst Huenges, Helmut Wolff (eds): Energie aus Erdwärme. Geologie, Technik und Energiewirtschaft, Stuttgart 1999, ISBN 3-342-00685-4.
- Martin Kaltschmitt, Guido A. Reinhardt (eds.): Nachwachsende Energieträger. Grundlagen, Verfahren, ökologische Bilanzierung, Wiesbaden 1997, ISBN 3-528-06778-0.
- Martin Kaltschmitt, Systemtechnische und energiewirtschaftliche Analyse der Nutzung erneuerbarer Energien in Deutschland, Stuttgart 1997 (Abilitazione).
- Martin Kaltschmitt, Manfred Fischedick, Wind- und Solarstrom im Kraftwerksverbund. Möglichkeiten und Grenzen, Heidelberg 1995, ISBN 3-7880-7524-4.
- Martin Kaltschmitt, Möglichkeiten und Grenzen einer Stromerzeugung aus Windkraft und Solarstrahlung am Beispiel Baden-Württembergs Stuttgart 1990 (PhD).